# Marcus Baebius Tamphilus
Pour les articles homonymes, voir Baebius Tamphilus.
Marcus Baebius Tamphilus est un homme politique romain des IIIe siècle av. J.-C. et IIe siècle av. J.-C.

## Carrière
Frère de Cnaeus Baebius Tamphilus (consul en 182 av. J.-C.), il devient triumvir deducendae coloniae (Sipontum) en 194 av. J.-C.
Deux ans plus tard, en 192 av. J.-C., il exerce la fonction de préteur en administrant l'Espagne Citérieure (Hispania citerior).
L'année suivante, en 191 av. J.-C., en tant que propréteur, il participe avec Philippe V de Macédoine à la guerre contre Antiochos III en Grèce centrale, avant d'être remplacé par Manius Acilius.
En 185 av. J.-C., il est envoyé comme ambassadeur auprès de Philippe V de Macédoine et d'Eumène II, roi de Pergame.
En 181 av. J.-C., il est élu consul avec Publius Cornelius Cethegus. Au cours de son mandat de Proconsul, il déplace 40 000 liguriens dans le Samnium.
Il a laissé une maison et un parc sur le Quirinal. Titus Pomponius Atticus lui doit sa fortune.